# Тернопольский фарфоровый завод
Тернопольский фарфоровый завод (укр. Тернопільський фарфоровий завод) — предприятие в городе Тернополь Тернопольской области Украины, прекратившее своё существование.

## История
Предприятие было построено в соответствии с семилетним планом развития народного хозяйства СССР и введено в эксплуатацию в 1964 году. Основной продукцией являлась посуда (чайно-кофейные сервизы, кухонные и столовые наборы), а также сувенирно-подарочные изделия. Помимо стандартных серийных изделий завод изготавливал эксклюзивные образцы (в основном, выставочные).
В советское время завод входил в число ведущих предприятий города.
После провозглашения независимости Украины государственное предприятие было преобразовано в общество с ограниченной ответственностью.
В октябре 2006 года завод был признан банкротом, после чего 1400 рабочих были отправлены в неоплачиваемый отпуск, а затем уволены, в ноябре 2006 года у работников завода начали скупать оставшиеся в собственности акции, в дальнейшем закрытый завод оказался разграблен (при неустановленных обстоятельствах оказались похищены экспонаты заводского музея фарфора и вывезено производственное оборудование).
По состоянию на май 2018 года, завод находился в частной собственности. Часть помещений завода использовалась как склад стройматериалов, а остальные не использовались.

## Дополнительная информация
- фарфоровые изделия Тернопольского фарфорового завода имели маркировку в виде стилизованного изображения голубя в круге.